# Libčice nad Vltavou
Libčice nad Vltavou (en allemand : Libschitz an der Moldau) est une ville du district de Prague-Ouest, dans la région de Bohême-Centrale, en Tchéquie. Sa population s'élevait à 3 358 habitants en 2020.

## Géographie
Libčice nad Vltavou se trouve sur la rive gauche de la rivière Vltava et fait partie de la région métropolitaine de Prague. Elle est située à 6 km au sud-est de Kralupy nad Vltavou et à 13 km au nord du centre de Prague.
Depuis 2001, la ville fait partie de la micro-région Od Okoře k Vltavě (cs).
La commune est limitée par Dolany au nord, par Máslovice et Větrušice à l'est, par Husinec au sud-est, par Roztoky au sud, et par Úholičky et Tursko à l'ouest.

## Histoire
La première mention écrite de la localité date de 993.

## Administration
La commune se compose de trois quartiers :
- Libčice
- Letky
- Chýnov